# Эрл Мерсии
Эрл (граф) Мерсии (англ. Earl of Mercia) — титул, существовавший в поздний период существования англосаксонской Англии, а также в англо-датский и ранний англо-нормандский периоды английской истории. В состав графства входила территория бывшего англосаксонского королевства Мерсия. Изначально им управляли элдормены, но в англо-датский период был создан титул эрла, которым владели эрл Леофрик, а затем его сыновья, которые были политическими противниками рода Годвинсонов. После нормандского завоевания новый король Вильгельм I Завоеватель в 1066 году утвердил в качестве правителя Мерсии эрла Эдвина, но после восстания того в 1071 году графство было разделено на несколько частей, а титул эрла Мерсии исчез.

## История

Мерсия в начале X века

Графство Мерсия возникло на территории бывшего англосаксонского королевства Мерсия, присоединённого в начале X века к Уэссексу. 
В 940 году король Эдвиг разделил Мерсию между несколькими элдорменами. Одним из них был Эльххельм, элдормен Центральной Мерсии в 940—951 годах. Его сын Эльфхер (умер в 983) был близок к королю Эдвигу, назначившего его элдорменом в 956 году, но сохранил своё положение и во время правления Эдгара. Начиная с 962 года Эльфхер фигурирует в документах как элдормен всей Мерсии. Элдормены остальных частей графства находились под его полным контролем. Сменивший Эльфхера в 983 году шурин Эльфрик Силд уже в 985 году был изгнан с поста, обвинённый в государственной измене. Его сын Эльфвин погиб в 991 году в битве при Малдоне.
В 1007 году элдорменом Мерсии стал Эдрик Стреона — приближённый короля Этельреда II, женившийся на его дочери. Он принимал участие в многочисленных предательствах и убийствах, приобретя репутацию предателя англичан, подрывая их усилия по сопротивлению датчанам. Он сохранил власть после захвата в 1016 году Англии Кнудом Великим, но уже в начале 1017 года был убит по его приказу.
Новым элдорменом Мерсии, возможно, стал Леофвин (умер около 1023), элдормен Хвикке, внук элдормена Эльфхера. Он умер, вероятно, около 1023 года. 
Сын Леофвина, Леофрик, в 1032 году впервые упоминается как эрл Мерсии, хотя возможно, что он получил этот титул в конце 1020-х годов. Во время правления Эдуарда Исповедника Леофрик, судя по всему, оказался в оппозиции эрлу Годвину и его семье. Его сын Эльфгар во время бегства Годвина из Англии в 1051 году получил в управление его графство — Восточную Англию, хотя после восстановления в 1052 Годвина в правах был вынужден вернуть графство. Впрочем, когда Годвин в 1053 году стал эрлом Уэссекса, Эльфгар вновь получил Восточную Англию. После смерти отца он перешёл в Мерсию. Он умер около 1052 года, после чего Мерсию получил его сын Эдвин. 
Эдвин стал последним эрлом Мерсии. Его брат, Моркар, в 1065 году был сделан при поддержке Гарольда Годвинсона эрлом Нортумбрии, в ответ братья поддержали избрание его королём в 1066 году. Во время нормандского завоевания Англии герцогом Вильгельмом Завоевателем они не участвовали в битве при Гастингсе. Хотя они сначала поддержали избрание королём Эдгара Этелинга, но позже признали власть нормандского герцога. Вильгельм оставил их на своих постах, но в 1071 году братья восстали. Эдвин в итоге погиб, а Моркар попал в плен, в котором провёл остаток жизни. Территория же Мерсии была разделена между несколькими нормандскими сторонниками английского короля.

## Элдормены и эрлы Мерсии

### Элдормены Мерсии
- 962—983: Эльфхер[англ.] (умер в 983), элдормен Центральной Мерсии с 956 года, элдормен Мерсии с 962 года[1].
- 983—985: Эльфрик Силд[англ.] (умер после 985), элдормен Мерсии в 983—985 года, шурин предыдущего[1].
- 1007—1017: Эдрик Стреона (умер в 1017), элдормен Мерсии с 1007 года[2].
- ? — 1023: Леофвайн (умер около 1023), элдормен Хвикке с около 994 года, возможно, элдормен Мерсии после 1017 года, внук Эльфрика Силда[3][4].

### Эрлы Мерсии
- 1032—1057: Леофрик (умер в 1057), эрл Мерсии с 1032 года или ранее, сын Леофвина[3].
- 1057—1062: Эльфгар (умер в 1062), эрл Восточной Англии в 1051—1052, 1053—1057 годах, эрл Мерсии с 1057 года, сын предыдущего[5].
- 1062—1071: Эдвин (умер в 1071), эрл Мерсии с 1062 года, сын предыдущего[5].